# Новая Деревня (Касимовский район)
Новая Деревня — деревня в России, расположена в Касимовском районе Рязанской области. Является административным центром Новодеревенского сельского поселения.

## Географическое положение
Новая Деревня расположена примерно в 18 км к востоку от центра города Касимова и в 12,5 км к юго-западу от Елатьмы. Ближайшие населённые пункты: село Большой Кусмор непосредственно примыкает к Новой Деревне с севера, село Сабурово расположено восточнее, посёлок Сосновка — к югу и деревня Лазарево — к западу.

## История

### Помещичье владение
Первое упоминание — 1613 г., владение Исинея Карамышева сына Мусатова, сестра которого в следующем году вышла замуж за касимовского Арслан хана, а в 1620 г. он попал в опалу и лишился владений (ему же принадлежал ряд соседних селений, в том числе Кусмор):
"Запечатана грамота жаловальная Исинею Кар(ам)ышевичу Ильмюдеш Мусатову…на вотчину в Касимовском уезде в Борисоглебском стану на село Кусмор з деревнями и с пустошьми да ис старого его поместья на деревню Новую з деревнями и с пустошьми по прежней даче царя Василья Ивановича всеа Русии. ..."
Историк С. А. Пичугин цитирует опись к ревизии 1720 г., которая была составлена уже позднее, в середине 19 в., где перечисляются владельцы Новой с 1720 г. и до момента составления описи:
"№ 4 Вдовы Анны Ивановой дочери Щербатовой о выдаче ей справки для представления куда следовать будет на недвижимое имение, доставшееся ей с сестрою ея девицею Авдотьею Ивановою дочерью Нарышкиною, племянником Николаем Федоровым сыном Бахметевым и племянницею княгинею Анною Федоровою д-рью Голицыною, рожденною Бахметевою, после умершей тётки их девицы Натальи Ивановой дочери Нарышкиной, а ей по купчей от матери ея Марьи Ивановой Нарышкиной, ей же по наследству после отца князь Ивана Иванова Долгорукова, а ему и Нарышкиным Наталье и Марье по купчим, состоящее в Шацком, что потом Елатомском уезде, селе Кусморе, деревнях Лазаревой, Крюковой и Новой и Касимовском уезде в разных пустошах. Началось 1720-го февраля 25-го, решено того же года мая 24-го на 16 л."
В первой половине XVIII в. Новая Деревня не числится как отдельное селение, а все её население числится в составе с. Кусмор.
- В 1710 г. владельцы: князь Андрей Петрович Хованский (у него же крестьяне в дер. Полутино и Ларино), стольник Тимофей Иванович Боборыкин (у него же крестьяне в дер. Полутино), князь Иван Иванович Долгоруков (у него же крестьяне в дер. Лазарево)[5]
- В 1719—1720 гг. было несколько переписей: РГАДА. Ф. 350. Оп. 2. дела: 461, 465, 4083 и 4095.
- 1719 г. — крестьяне с. Кусмор разделены между тремя владельцами: поручик Алексей Степанович Дохтуров, стольник Тимофей Иванович Бубарыкин и стольник князь Иван Иванович Долгоруков[6].
- 1744 г. - владелец капитан Иван Михайлов сын Нарышкин (1715—1759, умер в звании статского советника) (лл.28-44), а часть крестьян принадлежит иной владелице — вдове Мавре Анисимовой дочери Даниловской жены Чевкиной (л. 44-47)[7]
- 1762 г. — также в составе Кусмора, владелец — Наталья Ивановна Нарышкина (1744—1817), дочь покойного И. М. Нарышкина (лл. 51-75). В этой ревизии указано, что небольшая часть крестьянских жён была переселена из с. Яхонтово Саранского уезда, которое также принадлежало Нарышкину[8] В той же ревизии вслед за Кусмором идут деревни Лазарево и Крюково той же владелицы (лл. 76-105).
- В той же ревизии в Кусморе, а также в Полутино и Ларино числятся крестьяне вдовы камергерши Мавры Анисимовны Даниловской жены Чевкиной (лл. 107—132)

Начиная с 1782 г. Новая Деревня числится в ревизиях как отдельное селение.
- По ревизиям 1795 и 1815—1816 гг., а также исповедной ведомости 1832 г., большая часть крестьян принадлежала той же Наталье Ивановне (умерла незамужней), а часть — камергеру князю Ивану Алексеевичу Гагарину. Нарышкиной же принадлежали крестьяне в соседних селениях Лазарево и Полутино.
- По ревизии 1834 г. часть крестьян принадлежала вдове генерал-майорше Анне Ивановне Щербатовой (племяннице Н. И. Нарышкиной), а часть — умершему к тому времени подполковнику Афанасию Александровичу Нестерову. Незадолго до этой ревизии (не позднее 1829 г.) из деревни выделяется селение Щербатовка (Щербатка), куда переселяется часть крестьян.
- На момент крестьянской реформы 1861 г. часть крестьян в деревне принадлежали наследницам умершей незадолго до того генеральши Анны Ивановны Щербатовой — коллежской советнице Наталье Алексеевне Мельгуновой и тайной советнице Елене Алексеевне Толстой; ей же, генеральше, принадлежали соседние селения Большой Кусмор, Щербатовка (Щербатка), Курмыш и ряд других. Также часть крестьян Новой принадлежала генерал-адъютанту сенатору Петру Николаевичу Дьякову, а часть — полковнице Татьяне Афанасьевне Урусовой (ей же принадлежала соседняя деревня Знаменка).

### Административное положение
В 17 в., хотя находилась территориально в Борисоглебском стане Шацкого уезда, как татарское владение, числилась в переписных книгах Касимовского уезда по Борисоглебскому стану.
В 1778 г. из Шацкого в новообразованный Елатомский уезд.
1779—1796 гг. Тамбовское наместничество, Елатомский уезд (округ), Больше-Кусморская волость (Б. Кусмор, Новая, Щербатовка), церковный приход — с. Большой Кусмор.
1796—1924 гг. Тамбовская губерния, Елатомский уезд, Больше-Кусморская волость, церковный приход — с. Большой Кусмор.
В XIX — нач. XX века деревня именовалась Новая, но в связи с тем, что были ещё деревни с таким названием, описываемую деревню называли Новая Деревня. В 1862 году она имела 60 дворов при численности населения 783 чел.

### Церковный приход
С XVII в. приписана к церковному приходу деревни Кусмор, позднее переименованной в Большой Кусмор. Сохранились метрические записи и несколько исповедных ведомостей.

## Население
| 2010 |
| ---- |
| 518  |

Фамилии крестьян впервые упоминаются в ревизии 1834 г. (только крестьяне Щербатовой — остальные ещё не имели фамилий). Уже в исповедной ведомости 1847 г. крестьяне различных помещиков, живущие в Новой, все перечисляются с фамилиями.

## Транспорт и связь
Деревня расположена на автомобильной дороге Касимов-Елатьма и имеет регулярное автобусное сообщение с районным центром.
В деревне Новой Деревне имеется одноимённое сельское отделение почтовой связи (индекс 391346).